# Episodi di Grani di pepe (quinta stagione)
La quinta stagione della serie televisiva Grani di pepe è stata trasmessa in Germania dal 15 marzo 2008 al 7 giugno 2008 sul canale Das Erste.
| Nº | Titolo originale                | Titolo italiano       | Prima TV Germania | Prima TV Italia |
| -- | ------------------------------- | --------------------- | ----------------- | --------------- |
| 1  | Ein neuer Anfang                | Una nuova squadra     | 15 marzo 2008     |                 |
| 2  | Blutdiamanten                   | Diamanti grezzi       | 22 marzo 2008     |                 |
| 3  | Tödliches Serum                 | Siero letale          | 29 marzo 2008     |                 |
| 4  | Die Autoschieber                | Trafficanti d'auto    | 5 aprile 2008     |                 |
| 5  | Schlankheitspillen              | Pillole dimagranti    | 12 aprile 2008    |                 |
| 6  | Happy Slapping                  | Caccia al bullo       | 19 aprile 2008    |                 |
| 7  | Abgezockt                       | Soldi rubati          | 26 aprile 2008    |                 |
| 8  | Die Kakerlakenbombe             | Scarafaggi bomba      | 3 maggio 2008     |                 |
| 9  | Thereses Geheimnis              | Il segreto di Therese | 10 maggio 2008    |                 |
| 10 | Karol Undercover                | Karol sotto copertura | 17 maggio 2008    |                 |
| 11 | Zündstoff                       | Il dinamitardo        | 24 maggio 2008    |                 |
| 12 | Der Fluch der schwarzen Madonna | La Madonna nera       | 31 maggio 2008    |                 |
| 13 | Lilly ist weg                   | La fuga di Lilly      | 7 giugno 2008     |                 |

## Una nuova squadra
- Scritto da: Katharina Mestre
- Diretto da: Klaus Wirbitzky

## Diamanti grezzi
- Scritto da: Katharina Mestre
- Diretto da: Klaus Wirbitzky

## Siero letale
- Scritto da: Jörg Reiter
- Diretto da: Andrea Katzenberger

## Trafficanti d'auto
- Scritto da: Jörg Reiter
- Diretto da: Klaus Wirbitzky

## Pillole dimagranti
- Scritto da: Andrea Katzenberger
- Diretto da: Andrea Katzenberger

## Caccia al bullo
- Scritto da: Sonja Sairally
- Diretto da: Klaus Wirbitzky

## Soldi rubati
- Scritto da: Anja Jabs, Sonja Sairally
- Diretto da: Klaus Wirbitzky

## Scarafaggi bomba
- Scritto da: Andrea Katzenberger
- Diretto da: Andrea Katzenberger

## Il segreto di Therese
- Scritto da: Katharina Mestre
- Diretto da: Klaus Wirbitzky

## Karol sotto copertura
- Scritto da: Katharina Mestre
- Diretto da: Klaus Wirbitzky

### Trama
Questo episodio ha ottenuto una nomination per il premio Der Weiße Elefant del 2008.

## Il dinamitardo
- Scritto da: Jörg Reiter
- Diretto da: Klaus Wirbitzky

## La Madonna nera
- Scritto da: Jörg Reiter
- Diretto da: Klaus Wirbitzky

## La fuga di Lilly
- Scritto da: Jörg Reiter
- Diretto da: Klaus Wirbitzky